# Claes Egnell
Claes Robert Herman Vidarsson Egnell (Örebro, 29 gennaio 1916 – Falun, 15 gennaio 2012) è stato un pentatleta e tiratore a segno svedese.

## Palmarès
In carriera ha conseguito i seguenti risultati:
- Giochi olimpici:

Helsinki 1952: argento nel pentathlon moderno a squadre.